# Owen Magnetic

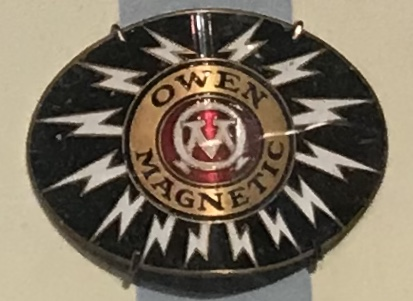
Emblem am Kühlergrill

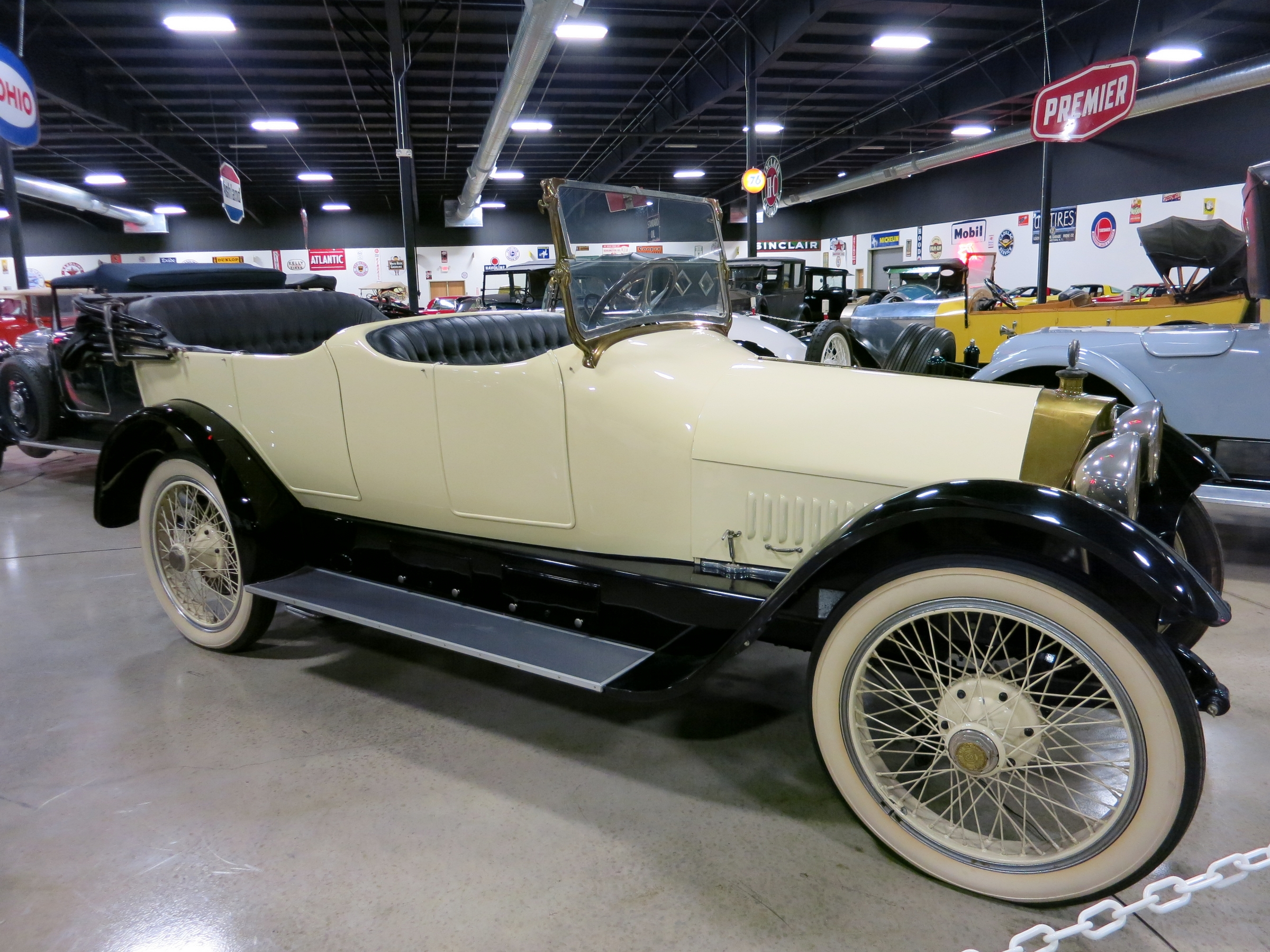
Owen Magnetic von 1916 im Tupelo Automobile Museum

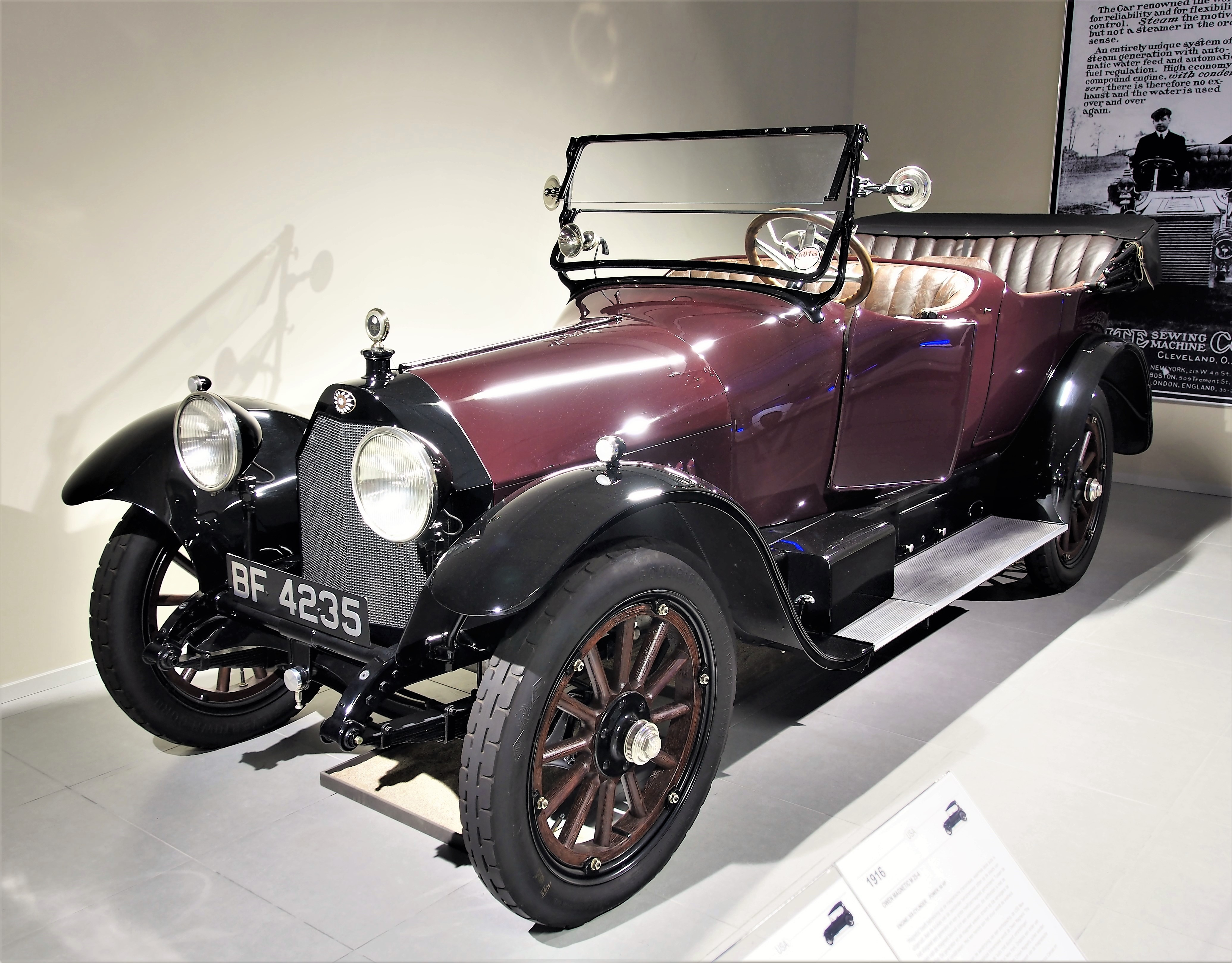
Owen Magnetic Model M-25 von 1916 im Louwman Museum

Owen Magnetic war eine US-amerikanische Automarke.

## Markengeschichte
Justus Bulkley Entz hatte lange Jahre an einem elektromagnetischen Getriebe gearbeitet und bereits 1898 ein Patent erhalten. 1914 gründete er die Entz Motor Car Corporation in New York City. Er stellte ein Automobil her. R. M. Owen & Company, ein Autohaus aus New York City, präsentierte das Fahrzeug auf der New York Automobile Show im Januar 1914. Als Markenname war Entz geplant. Eine Serienproduktion gelang nicht.
R. M. Owen & Company kaufte die Patentrechte am Getriebe. Weitere Entwicklungsarbeit folgte. Im Januar 1915 stand das Fahrzeug als Owen Magnetic auf der New York Automobile Show. Nun begann die Serienfertigung. Rauch & Lang aus Cleveland in Ohio stellte zunächst die Karosserien her.
Im Laufe des Jahres 1916 stellte sich heraus, dass das Werk von Owen in New York City für die Produktion nicht geeignet war.  Nun fertigte die Baker Motor Vehicle Company die Fahrzeuge. Die Karosserien kamen weiter von Rauch & Lang. Owen vertrieb die Wagen.
Mitte 1919 endeten die Verbindungen mit Baker und Rauch & Lang. Nun war die Owen Magnetic Automobile Company der Hersteller. Die Produktion fand ab März 1920 in einem Werk der International Fabricating Company in Wilkes-Barre in Pennsylvania statt und die Endmontage im ehemaligen Werk der Matheson Automobile Company in Forty Fort, ebenfalls in Pennsylvania. Die Ohio Body & Blower Company aus Cleveland in Ohio stellte die Karosserien her.
Im August 1920 begann die Insolvenz. 1921 erfolgte die Umfirmierung in Owen Magnetic Motor Car Corporation. Im November 1921 wurden Teile des Unternehmens versteigert. Im März 1922 kam das endgültige Aus.
Deering Magnetic verwendete die Kraftübertragung. Für den Export ins Vereinigte Königreich erhielten die Fahrzeuge den Markennamen Crown Magnetic.

## Fahrzeuge
Die Fahrzeuge hatten einen Sechszylinder-Ottomotor. Die Besonderheit war die Kraftübertragung. Das Getriebe wurde elektromagnetisch geschaltet. Die Elemente der Kraftübertragung dienten auch zum Starten des Motors, zum Antrieb der elektrischen Komponenten und zum Aufladen der Batterie.
1915 gab es nur den 34 HP. Der Motor mit seitlichen Ventilen kam von Buda. 95,25 mm Bohrung und 139,7 mm Hub ergaben 5972 cm³ Hubraum. Der Motor war mit 34 PS angegeben. Das Fahrgestell hatte 345 cm Radstand. Zur Wahl standen ein offener Tourenwagen mit sieben Sitzen und ein Roadster mit zwei Sitzen.

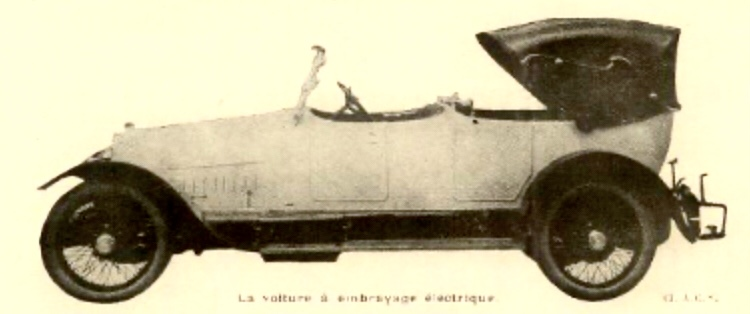
Owen O-36 von 1916

Zwischen 1916 und 1917 standen zwei Modelle im Sortiment. Das Model M-25 war das kleinere. Der Motor vom Typ 6 N kam von der Continental Motors Company. Er hatte 4969 cm³ Hubraum. Er war mit 29 PS angegeben, leistete aber 45 PS. Der Radstand betrug 318 cm. Genannt werden Tourenwagen mit fünf Sitzen, Limousine, Coupé, Town Car und Landaulet. Das Model O-36 war etwas größer. Der Sechszylindermotor hatte einen Hubraum von 5725 cm³ mit einer Bohrung 94 mm und einem Hub von 137,5 mm und leistete 34 PS. Der Radstand betrug 3450 mm. Ihn gab es als Tourenwagen mit vier und sieben Sitzen, Cloverleaf-Roadster mit drei Sitzen, Limousine, Landaulet und Holbrook Sport-Tourenwagen.
Für die Zeit von 1918 bis 1919 sind drei Modelle überliefert, allerdings keine Aufbauten. Der 40 HP hatte einen 40-PS-Motor und 361 cm Radstand. Der 43,2 HP war mit 43,2 PS etwas stärker motorisiert, hatte aber nur 325 cm Radstand. Außerdem gab es das Model O mit 34 PS und 345 cm Radstand. Eines der beiden erstgenannten Modelle wurde laut einer anderen Quelle W-42 genannt und hatte einen Motor von der Weidely Motors Company mit OHV-Ventilsteuerung und 6798 cm³ Hubraum.
Von 1920 bis 1921 beschränkte sich das Angebot auf den 70 HP. Der Motor leistete 70 PS. Der Radstand betrug 361 cm. Zur Wahl standen Tourenwagen mit vier und sieben Sitzen, Coupé mit vier Sitzen und zwei verschiedene Limousinen mit sieben Sitzen.

## Modellübersicht
| Jahr      | Modell     | Zylinder | Leistung (PS) | Radstand (cm) | Aufbau |
| --------- | ---------- | -------- | ------------- | ------------- | --- |
| 1915      | 34 HP      | 6        | 34            | 345           | Tourenwagen 7-sitzig, Roadster 2-sitzig                                                                           |
| 1916–1917 | Model M-25 | 6        | 29            | 318           | Tourenwagen 5-sitzig, Limousine, Coupé, Town Car, Landaulet                                                       |
| 1916–1917 | Model O-36 | 6        | 34            | 345           | Tourenwagen 4-sitzig und 7-sitzig, Cloverleaf Roadster 3-sitzig, Limousine, Landaulet, Holbrook Sport Tourenwagen |
| 1918–1919 | 40 HP      | 6        | 40            | 361           | |
| 1918–1919 | 43,2 HP    | 6        | 43,2          | 325           | |
| 1918–1919 | Model O    | 6        | 34            | 345           | |
| 1920–1921 | 70 HP      | 6        | 70            | 361           | Tourenwagen 4-sitzig und 7-sitzig, Coupé 4-sitzig, Limousine 7-sitzig                                             |

Quelle:

## Produktionszahlen
Eine Quelle nennt exakt 974 Fahrzeuge. Eine zweite Quelle nennt die jährlichen Produktionszahlen, die in der Summe ebenfalls 974 ergeben. Es gibt aber auch den Hinweis, dass nur etwa 700 Fahrzeuge entstanden sein sollen.
| Jahr  | Produktionszahl |
| ----- | --------------- |
| 1915  | 250             |
| 1916  | 156             |
| 1917  | 173             |
| 1918  | 127             |
| 1919  | 163             |
| 1920  | 78              |
| 1921  | 27              |
| Summe | 974             |

## Erhaltene Fahrzeuge
Eine Quelle meint, dass nur noch vier Fahrzeuge existieren. Eine andere gibt 15 Fahrzeuge an.
Bekannt sind ein heller Tourenwagen vom Model O-36 von 1916 mit Drahtspeichenrädern, der im Tupelo Automobile Museum ausgestellt war, und am 27. April 2019 für 115.288 Euro versteigert wurde.
Ein ebenfalls heller Tourenwagen vom Model M-25 von 1917 mit Holzspeichenrädern aus der Nethercutt Collection wurde 2011 für 44.000 US-Dollar versteigert.
Ein dunkles Model M-25 von 1916 steht im Louwman Museum.
Jay Leno besitzt ein blaues Fahrzeug von 1916.
Ein Händler für klassische Fahrzeuge verkaufte ein unrestauriertes Model M-25 von 1917 in dunkler Farbe.
Ein dunkles Fahrzeug von 1915 steht im Henry Ford Museum.